# 阿爾及利亞華人
華人，是阿爾及利亞人口一部分，約有40000人。他們因商貿和支援基建項目等原因來到阿爾及利亞。
但華商與當地人關係緊張，因此在2009年8月在首都阿爾及爾市郊爆發衝突。引發了100位當地人與華人移民和小店主對抗。